# Merhippolyte agulhasensis
Merhippolyte agulhasensis är en kräftdjursart som beskrevs av Charles Spence Bate 1888. Merhippolyte agulhasensis ingår i släktet Merhippolyte och familjen Hippolytidae. Inga underarter finns listade i Catalogue of Life.